# Paul Steck
Paul Steck, pseudonyme de Paul Albert Dugas, né le 27 mai 1866 à Troyes et mort le 8 juillet 1924 à Paris, est un peintre, compositeur, librettiste et fonctionnaire français.

## Biographie
Paul Steck, est l'enfant naturel né 27 mai 1866 à Troyes de deux artistes dramatiques, Paul Prosper Marie Théodore Dugas (né en 1844 au Mans) , et Léonie Boeteman (née en 1848 à Bruges), déclaré sous le nom de Paul Albert Dugas. Un deuxième enfant prénommé Georges naît de cette union le 7 octobre 1867 à Besançon (Doubs), également reconnu par son père ; il décède trois semaines plus tard. La profession des parents les amène à se déplacer de ville en ville. Léonie Boeteman rencontre le chef d'orchestre Arthur Steck qu'elle épouse à Toulon le 10 février 1872.
Vers 1885, Paul Albert Dugas est l'élève de Jean-Léon Gérôme. Il effectue son service militaire de 1887 à 1890. Le 1er septembre 1894, il épouse à la mairie du 7e arrondissement de Paris, Angèle Florestine Déré (1868), sans profession, qui lui donna une fille, Hélène, née à Paris. Le mariage fut dissout le 6 mai 1910 par un jugement de divorce. Le 15 décembre 1910 à la mairie du 16e arrondissement de Paris, il épouse en secondes noces Laurence Louise Marie (1874-1947) qui lui donnera deux fils, Robert Georges Auguste (né en 1896 à Paris) et Pierre Arthur René (né en 1908 à Moret-sur-Loing).
À l'issue de son service militaire, fort de ses talents tant dans les arts graphiques, que dans l'écriture et la composition musicale, il décide d'entamer une carrière artistique, et de prendre pour ce faire le nom d'artiste de Paul Steck en empruntant le patronyme de son beau-père Arthur Steck, et de porter ainsi le nom de celui qui avait contribué à son éducation en partageant la vie de sa mère. Celui-ci était devenu entre-temps le chef d'orchestre du casino de Monte Carlo, ce qui lui a permis d'effectuer des tournées, tant en France  qu'à l'étranger. Paul Steck commence par illustrer des partitions musicales, puis à en écrire en composant des œuvres variées, tout en pratiquant la peinture.
Au Salon de 1896, il obtient du ministère de l'Instruction publique et des Beaux-Arts une bourse de voyage pour sa peinture exposée, ce qui lui permet de visiter quelques villes d'Europe dont Bruges et Venise entre août 1896 et juillet 1897.
En 1896, il est membre de la Société des artistes français. En 1900, il obtient une médaille de bronze à l'Exposition universelle.
De 1903 à 1912, il est chargé du cours supérieur de composition décorative à l'École nationale des arts industriels de Roubaix. En août 1904, il est délégué du ministre au 2e congrès international de l'enseignement du dessin à Berne, et nommé secrétaire en 1906 de la commission des musées. Il reçoit une médaille d'or pour son enseignement au 3e congrès à Londres en août 1908. En 1910, il est nommé président de la Société nationale de l'Union du dessin, et organise à ce titre le 2e congrès national de dessin à Paris. Il est le commissaire général de l'exposition des écoles françaises au 4e congrès international de l'enseignement à Dresde en août 1912, en collaboration avec H. Valentino, chef de la division des beaux-arts. Il est le vice-président de la section de l'enseignement artistique, et délégué du ministre au congrès international des arts décoratifs à Gand en juillet 1913.
En 1906, il est l'auteur des cartons de la verrière du théâtre de l'Alhambra à Rouen qui fera scandale,. En août 1918, un des rares bombardements sur Rouen pendant la Première Guerre mondiale mettra fin à la controverse.
Depuis 1911, il assume également les tâches administratives et doit centraliser les rapports d'inspection, la conservation du dépôt des modèles, ainsi que les commandes, la réception et la distribution des modèles et ouvrages destinées aux écoles d'art jusqu'en 1919. En 1915, il est nommé sous-directeur de l'École nationale des arts décoratifs en remplacement de Charles Genuys, nommé inspecteur général des monuments historiques.
Comme fonctionnaire, il fut également inspecteur de l'enseignement du dessin et des musées nationaux, en remplacement de feu M. Marquette. Il inspecte alors de 1902 à 1915 les lycées et collèges de l'académie de Paris. Au nom du ministre, il préside les distributions des prix aux écoles nationales et régionales des beaux-arts, et diverses manifestations artistiques. En sa qualité d'enseignant, il fut membre du jury du certificat d'aptitude à l'enseignement de la composition décorative, ainsi que membre du jury de l'aptitude à l'enseignement du dessin pour les lycées et collèges 1er degré et degré supérieur.
En 1920, il est chargé d'une mission d'inspection générale des arts appliqués en France et en 1921 est créé l'emploi d'inspecteur général des arts appliqués. Par un décret du 19 avril 1923, il est nommé inspecteur général de l'enseignement du dessin pour l'enseignement secondaire à compter du 1er octobre en remplacement du docteur Richer, parti en retraite. En 1921, il exerce comme inspecteur général des arts appliqués à la direction des beaux-arts.
Il est l'auteur du livret (avec Henry de Chennevières) et de la musique d'un opéra-comique, L'Accordée de village (1907).

## Livrets
- L'Accordée de village, opéra comique

## Œuvres dans les collections publiques
- Bagneux, mairie : Vue de Bagneux au soleil couchant, huile sur toile, 280 × 300 cm[15].
- Paris : 
  - musée d'Orsay : Tendre automne, 1896, huile sur toile, 32,5 × 40 cm, esquisse acquise au Salon des artistes français de 1896 et déposé en 1909 au musée des Beaux-Arts de Rouen[1].
  - Petit Palais :
    - Ophélie, vers 1894 ;
    - Esquisse pour la mairie de Bagneux : paysage d'automne, 1902 ;
    - Esquisse pour la mairie de Bagneux , les anciennes carrières de Bagneux, vers 1907[2] ;
    - Quai de la Paille à Bruges.
- Rouen, théâtre de l'Alhambra : La Danse et la Beauté, 1906, verrière, 9 × 5 m, œuvre disparue[16].
- Saint-Brieuc, hôtel de ville, salle des fêtes : panneaux pour le plafond, 1909.

Œuvres de Paul Steck
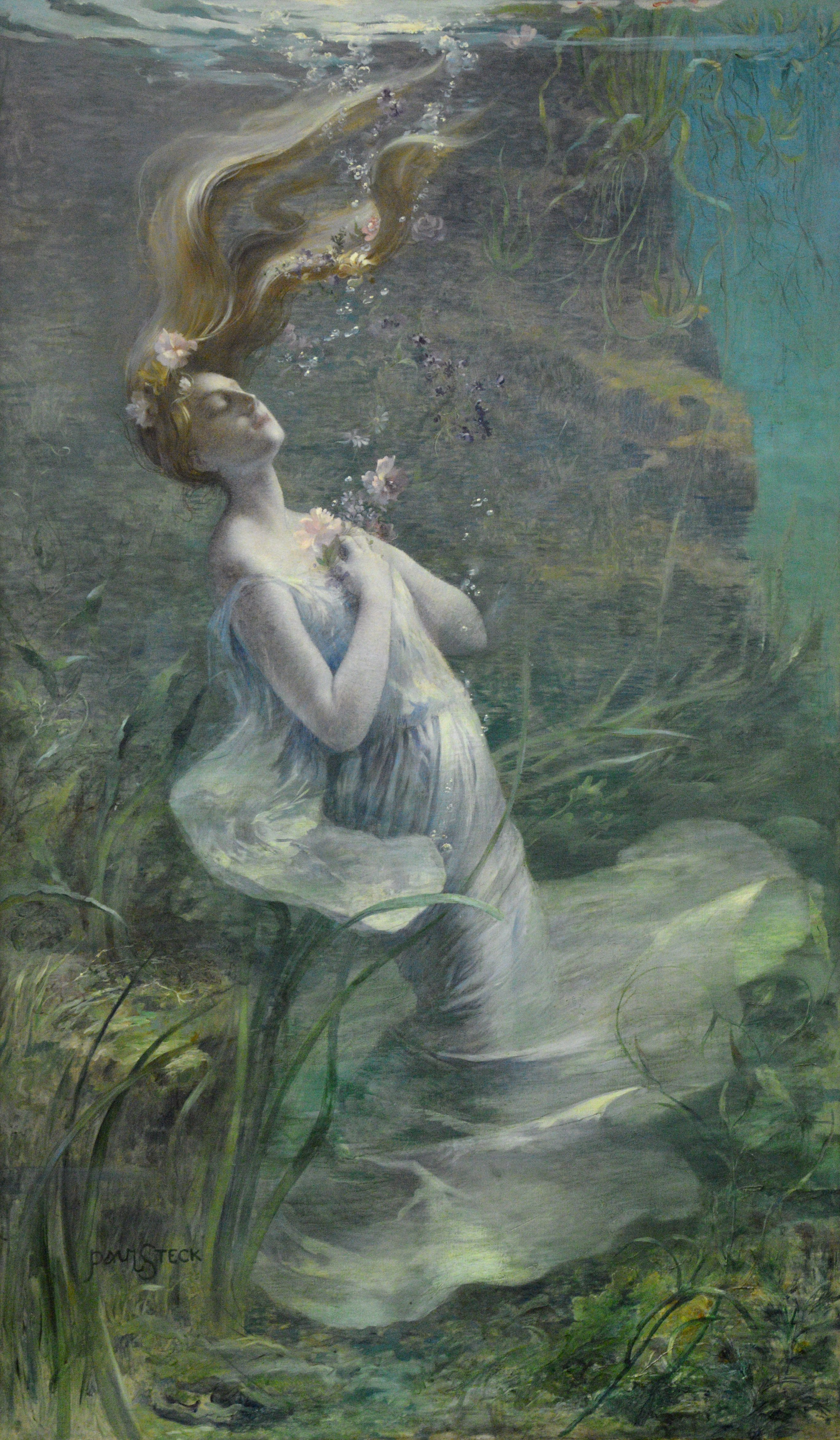
Ophélie (vers 1894), Paris, Petit Palais.
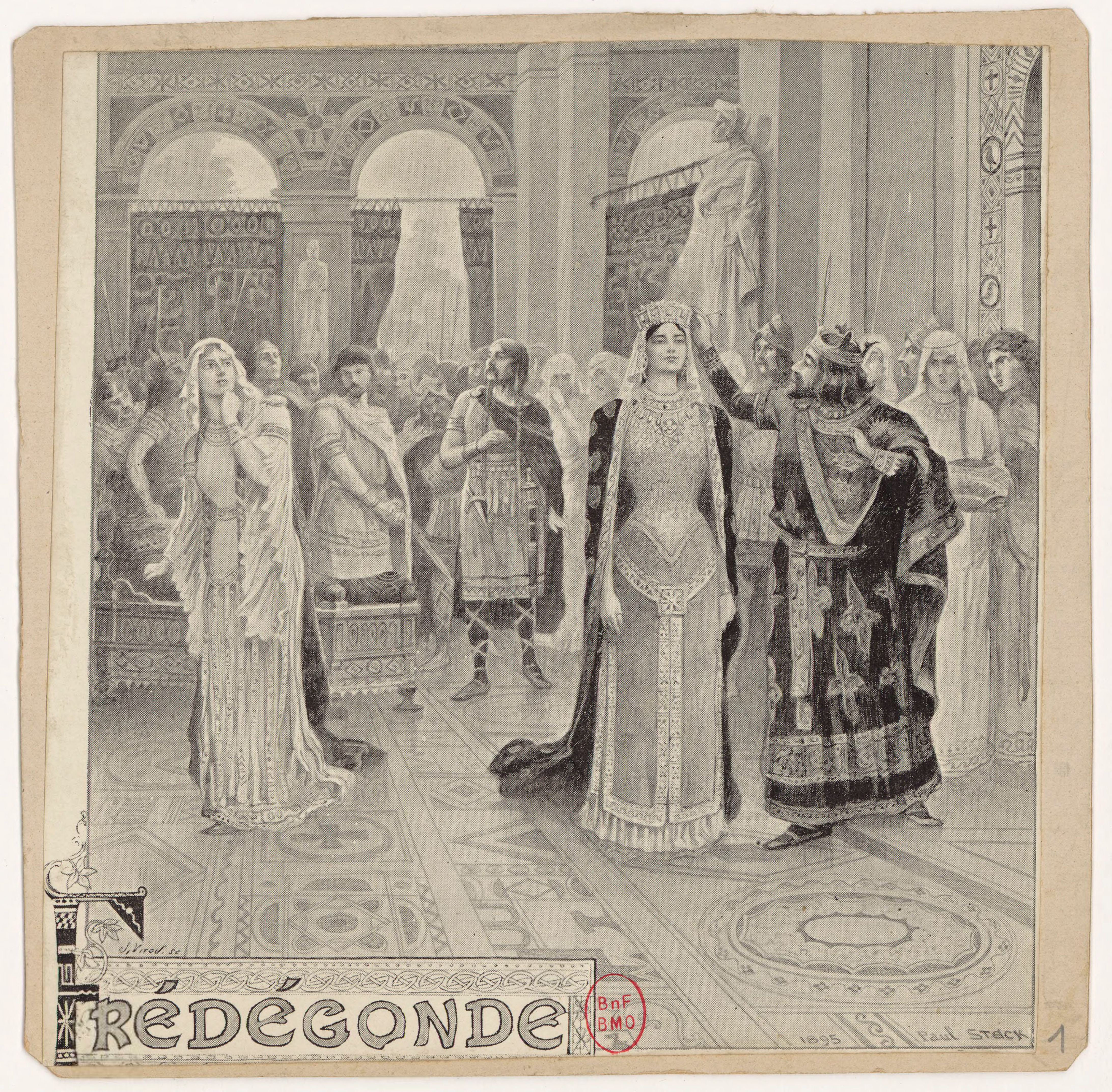
Frontispice pour Frédégonde (1895), Paris, BnF.
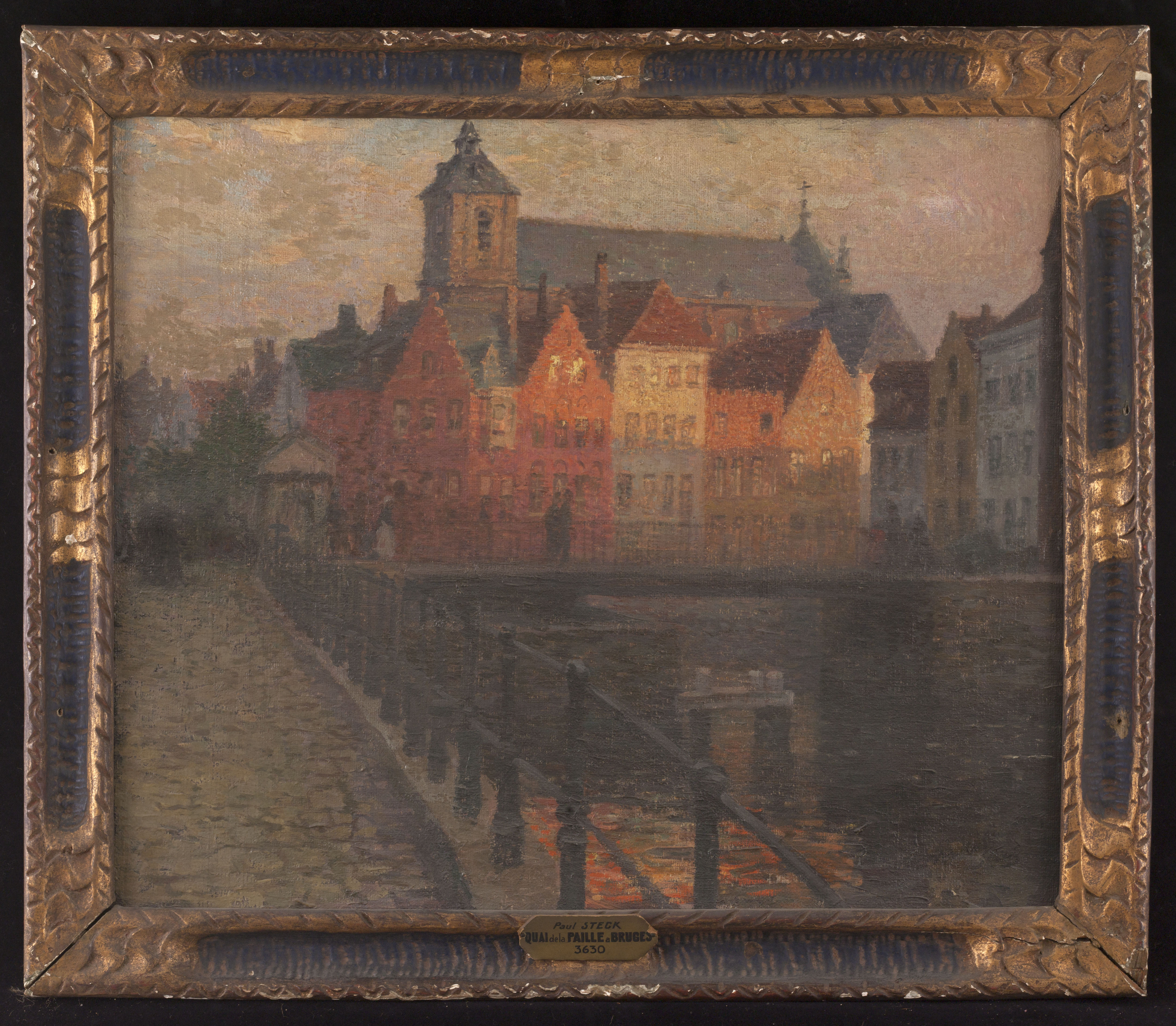
Quai de la Paille à Bruges, Paris, Petit Palais.
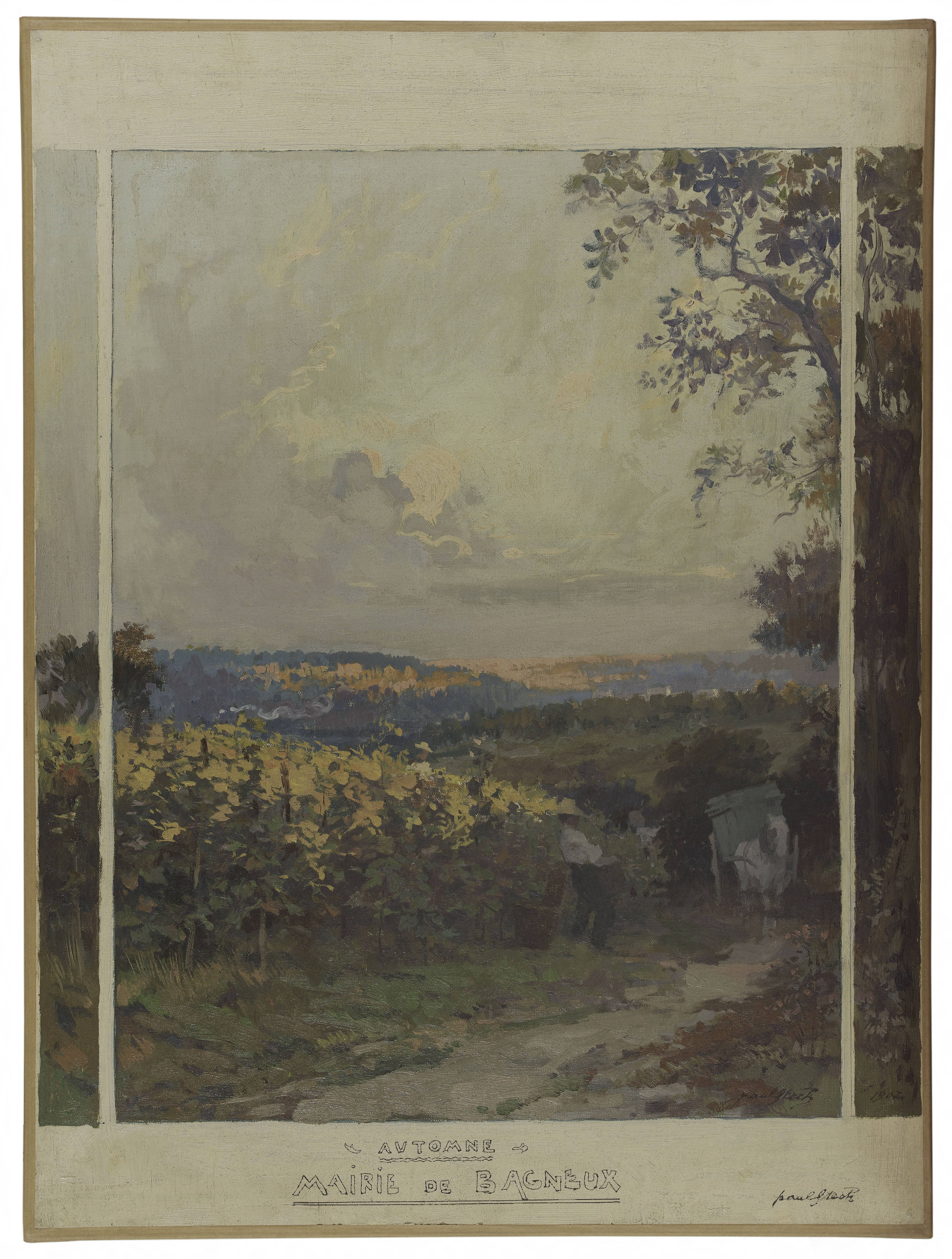
Esquisse pour la mairie de Bagneux : paysage d'automne (1902), Paris, Petit Palais.
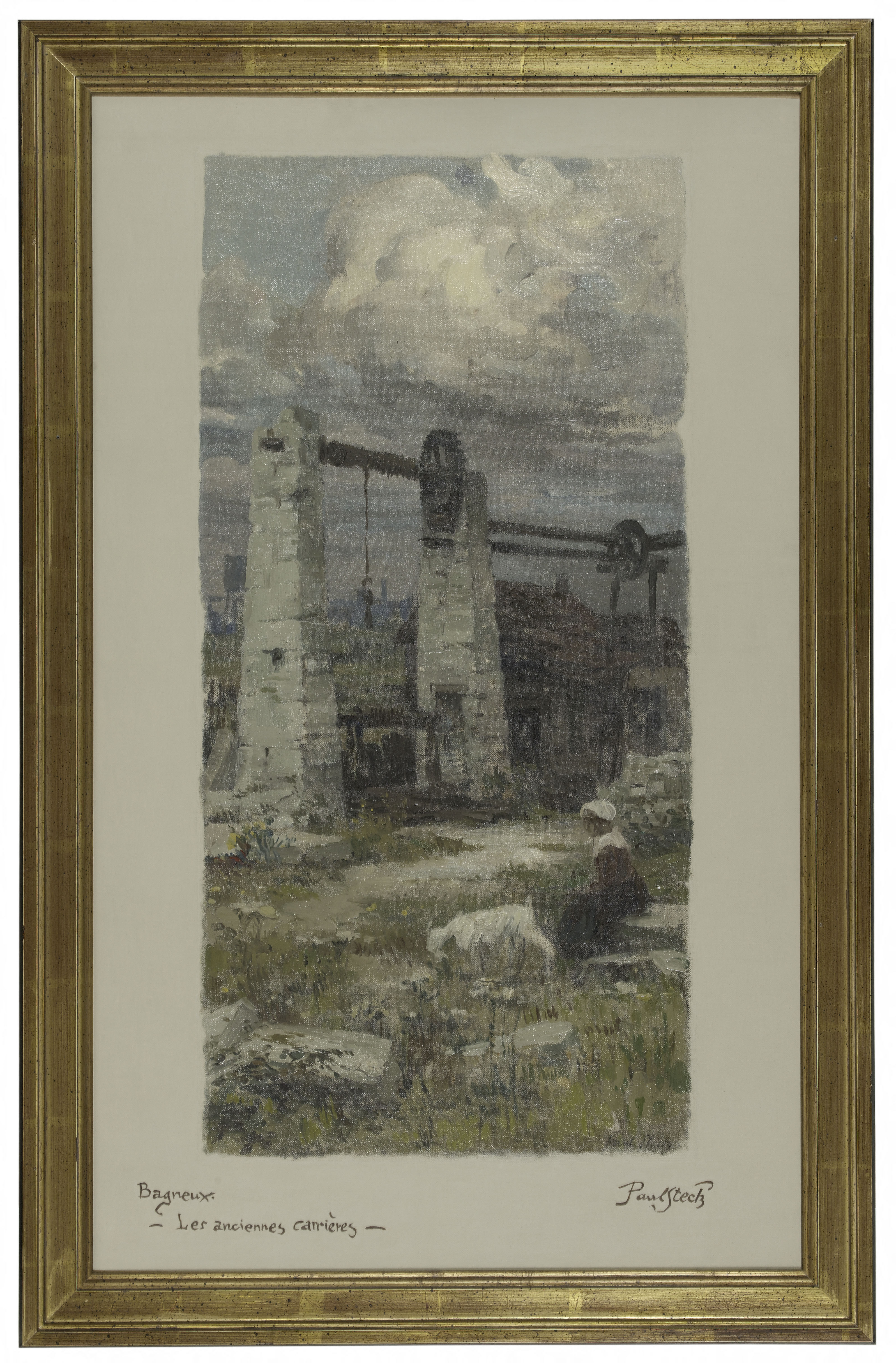
Esquisse pour la mairie de Bagneux , les anciennes carrières de Bagneux (vers 1907), Paris, Petit Palais.

## Distinctions
- Officier de l'Instruction publique (1900).
- Officier de l'ordre du Dragon d'Annam (1905).
- Chevalier de l'ordre du Mérite agricole (1913).
- Chevalier de la Légion d'honneur (décret du 26 mai 1914).